# Upsilon1 Eridani
Pour les étoiles possédant cette désignation de Bayer, voir Upsilon Eridani.
Désignations
Upsilon1 Eridani (υ1 Eri) est une étoile géante de la constellation de l'Éridan. Elle est visible à l'œil nu avec une magnitude apparente de 4,51. D'après la mesure de sa parallaxe annuelle par le satellite Hipparcos, l'étoile est distante d'environ ∼ 127 a.l. (∼ 38,9 pc) de la Terre. Elle s'éloigne du Système solaire à une vitesse radiale de +21 km/s.
Upsilon1 Eridani est une étoile géante évoluée de type spectral K0III-IV. C'est une étoile du red clump, qui génère son énergie par la fusion de l'hélium dans son noyau. Son diamètre angulaire mesuré directement et après avoir corrigé l'effet de l'assombrissement centre-bord, est de 1,74 ± 0,02 mas. Connaissant sa distance, cela donne à Upsilon1 Eridani un rayon qui vaut 7,3 fois le rayon solaire. Elle est 54 % plus massive que le Soleil, elle est 24 fois plus lumineuse que le Soleil et sa température de surface est de 4 941 K.